# Nekropole von Son Sunyer

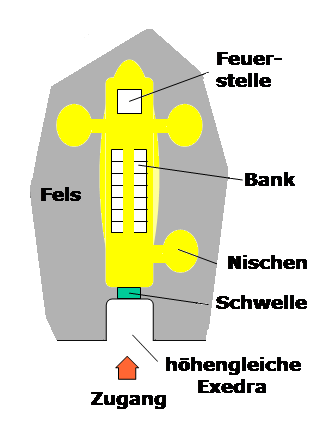
Schema Cuevas artificiale

Die stärker beeinträchtigte Nekropole von Son Sunyer auf der spanischen Baleareninsel Mallorca liegt bei Es Pillari östlich des Flughafens. Die acht, auf Spanisch Cuevas artificiales oder Cuevas sepulcrales genannten, künstlichen Höhlen sind eine der größten Ansammlungen bronzezeitlicher Höhlen aus der navetiformen Ära (1600–1200 v. Chr.).
Die Nekropole liegt an einem von Vegetation bedeckten Hang. Sie besteht aus sechs eng benachbarten Höhlen, zwei weitere, darunter die spektakuläre Nr. 8, liegen näher an der Straße.
Der Hügel wurde als Sandsteinbruch verwendet, so dass viele Höhlen beschädigt sind. Die Höhlen sind von verschiedener Form. Es gibt einfache apsidenförmige Aushöhlungen und komplexe Formen mit Vorkammer, Kamera, Seitennischen und Bankaltar. Der erhaltene Teil der Nekropole erbrachte Funde von acht Schädeln und einem Teil der Grabbeigaben.